# GeForce 16 series
GeForce 16 Series è una serie di unità di elaborazione grafica sviluppate da Nvidia, basate sulla microarchitettura Turing di Nvidia, annunciate a febbraio 2019.

## Architettura
La serie GeForce 16 si basa sulla stessa microarchitettura Turing utilizzata nella serie GeForce 20, omettendo il Tensor Core e il Ray Tracing core ma pur mantenendo una capacità prestazionale superiore alla precedente serie GeForce 10.

## Prodotti
Ecco una tabella riassuntiva dei prodotti:

### Desktop
| Modello                | Rilascio   | Codename        | Dimensione Die (mm2) | Configurazione Core | Clock (MHz) | Clock (MHz) | Memoria       | Memoria     | Memoria      | Memoria          | Fillrate     | Fillrate       | Potenza di Elaborazione (GFLOPS) | Potenza di Elaborazione (GFLOPS) | TDP (Watt) | MSRP (Usd) |
| Modello                | Rilascio   | Codename        | Dimensione Die (mm2) | Configurazione Core | Base        | Boost       | Quantità (GB) | Tipo (GDDR) | Clock (GBPS) | Bandwidth (GB/s) | Pixel (GP/s) | Texture (GT/s) | Precisione Singola               | Precisione Doppia                | TDP (Watt) | MSRP (Usd) |
| ---------------------- | ---------- | --------------- | -------------------- | ------------------- | ----------- | ----------- | ------------- | ----------- | ------------ | ---------------- | ------------ | -------------- | -------------------------------- | -------------------------------- | ---------- | ---------- |
| GeForce GTX 1650       | 23/04/2019 | TU117-300-A1    | 200                  | 896:56:32:14        | 1485        | 1665        | 4             | GDDR5       | 8            | 128.1            | 53.28        | 93.2           | 2984                             | 93.2                             | 75         | 149        |
| GeForce GTX 1650 Super | 22/11/2019 | TU116-250-KA-A1 | 284                  | 1280:80:32:20       | 1530        | 1725        | 4             | GDDR6       | 12           | 192.0            | 55.20        | 138.0          | 4416                             | 138.0                            | 100        | 159        |
| GeForce GTX 1660       | 14/03/2019 | TU116-300-A1    | 284                  | 1408:88:48:22       | 1530        | 1785        | 6             | GDDR5       | 8            | 192.1            | 85.68        | 157.1          | 5027                             | 157.1                            | 120        | 219        |
| GeForce GTX 1660 Super | 29/10/2019 | TU116-300-A1    | 284                  | 1408:88:48:22       | 1530        | 1785        |               | GDDR6       | 14           | 336.0            | 85.68        | 157.1          | 5027                             | 157.1                            | 125        | 229        |
| GeForce GTX 1660 Ti    | 22/02/2019 | TU116-400-A1    | 284                  | 1536:96:48:24       | 1500        | 1770        |               | GDDR6       | 12           | 288.0            | 84.96        | 169.9          | 5437                             | 169.9                            | 120        | 279        |

*Shading Units, TMU, ROP e SM.

### Mobile
| Modello                        | Rilascio   | Transistors (Miliardi) | Dimensioni Die (mm2) | Configurazione Core | Clock (MHz) | Clock (MHz) | Clock (MHz)    | Memoria       | Memoria          | Memoria     | Cache (KB) | Cache (KB) | Fillrate     | Fillrate       | Potenza di Elaborazione (GFLOPS) | Potenza di Elaborazione (GFLOPS) | TDP (Watt) |
| Modello                        | Rilascio   | Transistors (Miliardi) | Dimensioni Die (mm2) | Configurazione Core | Base        | Boost       | Memoria (MBPS) | Quantità (GB) | Bandwidth (GB/s) | Tipo (GDDR) | L1         | L2         | Pixel (GP/s) | Texture (GT/s) | Precisione Singola               | Precisione Doppia                | TDP (Watt) |
| ------------------------------ | ---------- | ---------------------- | -------------------- | ------------------- | ----------- | ----------- | -------------- | ------------- | ---------------- | ----------- | ---------- | ---------- | ------------ | -------------- | -------------------------------- | -------------------------------- | ---------- |
| GeForce GTX 1650 Max-Q         | 23/04/2019 | 4.7                    | 200                  | 1024:64:32:16       | 1020        | 1245        | 7000           | 4             | 128              | GDDR5       | 1024       | 1024       | 39.84        | 79.68          | 2550                             | 79.68                            | 35         |
| GeForce GTX 1650 Max-Q (GDDR6) | 15/04/2020 | 4.7                    | 200                  | 1024:64:32:16       | 930         | 1125        | 10000          | 4             | 192              | GDDR6       | 1024       | 1024       | 36.00        | 72.00          | 2304                             | 72.00                            | 30         |
| GeForce GTX 1650               | 23/01/2019 | 4.7                    | 200                  | 1024:64:32:16       | 1395        | 1560        | 8000           | 4             | 128              | GDDR5       | 1024       | 1024       | 49.92        | 99.84          | 3195                             | 99.84                            | 50         |
| GeForce GTX 1650 (GDDR6)       | 15/04/2020 | 4.7                    | 200                  | 1024:64:32:16       | 1380        | 1515        | 12000          | 4             | 192              | GDDR6       | 1024       | 1024       | 48.48        | 96.96          | 3103                             | 96.96                            | 50         |
| GeForce GTX 1650 Ti Max-Q      | 02/04/2020 | 4.7                    | 200                  | 1024:64:32:16       | 1035        | 1200        | 10000          | 4             | 192              | GDDR6       | 1024       | 1024       | 38.40        | 76.80          | 2458                             | 76.80                            | 35         |
| GeForce GTX 1650 Ti            | 02/04/2020 | 4.7                    | 200                  | 1024:64:32:16       | 1350        | 1485        | 12000          | 4             | 192              | GDDR6       | 1024       | 1024       | 47.52        | 95.04          | 3041                             | 95.04                            | 55         |
| GeForce GTX 1660 Ti Max-Q      | 23/04/2019 | 6.6                    | 284                  | 1536:96:48:24       | 1140        | 1335        | 12000          | 6             | 288              | GDDR6       | 1536       | 1536       | 64.08        | 128.2          | 4101                             | 128.2                            | 60         |
| GeForce GTX 1660 Ti            | 23/04/2019 | 6.6                    | 284                  | 1536:96:48:24       | 1455        | 1590        | 12000          | 6             | 288              | GDDR6       | 1536       | 1536       | 76.32        | 152.6          | 4884                             | 152.6                            | 80         |

### Annotazioni
1. 1 2  ShadingUnits:TMUs:ROPs:ComputeUnits

### Fonti
1. ↑  https://nvidianews.nvidia.com/news/new-geforce-gtx-1660-ti-delivers-great-performance-leap-for-every-gamer-starting-at-279
2. ↑   Scheda grafica NVIDIA GeForce GTX 1650, su NVIDIA. URL consultato il 31 maggio 2022.
3. ↑  (EN) NVIDIA GeForce GTX 1650 Specs, su TechPowerUp. URL consultato il 10 luglio 2021.
4. ↑   Scheda grafica NVIDIA GeForce GTX 1650 SUPER, su NVIDIA. URL consultato il 31 maggio 2022.
5. ↑  (EN) NVIDIA GeForce GTX 1650 SUPER Specs, su TechPowerUp. URL consultato il 10 luglio 2021.
6. 1 2   Schede grafiche GeForce serie 16 ora disponibili, su NVIDIA. URL consultato il 31 maggio 2022.
7. ↑  (EN) NVIDIA GeForce GTX 1660 Specs, su TechPowerUp. URL consultato il 10 luglio 2021.
8. ↑   Scheda grafica NVIDIA GeForce GTX 1660 SUPER, su NVIDIA. URL consultato il 31 maggio 2022.
9. ↑  (EN) NVIDIA GeForce GTX 1660 SUPER Specs, su TechPowerUp. URL consultato il 10 luglio 2021.
10. ↑  (EN) NVIDIA GeForce GTX 1660 Ti Specs, su TechPowerUp. URL consultato il 10 luglio 2021.
11. 1 2   GTX 1650 Gaming Laptops, su NVIDIA. URL consultato il 20 maggio 2022.
12. ↑  (EN) NVIDIA GeForce GTX 1650 Max-Q Specs, su TechPowerUp. URL consultato il 2 marzo 2020.
13. ↑   NVIDIA GeForce GTX 1650 Max-Q Mobile Graphics, su VideoCardz. URL consultato il 20 maggio 2022.
14. 1 2 3 4 5 6   RTX 20/GTX 16 Series Gaming Laptops, su NVIDIA. URL consultato il 20 maggio 2022 (archiviato dall'url originale il 26 aprile 2020).
15. ↑  (EN) NVIDIA GeForce GTX 1650 (GDDR6) Max-Q Specs, su TechPowerUp. URL consultato il 20 maggio 2022.
16. ↑   NVIDIA GeForce GTX 1650 GDDR6 Max-Q Mobile Graphics, su VideoCardz. URL consultato il 20 maggio 2022.
17. ↑  (EN) NVIDIA GeForce GTX 1650 Mobile Specs, su TechPowerUp. URL consultato il 2 marzo 2020.
18. ↑   NVIDIA GeForce GTX 1650 Mobile Graphics, su VideoCardz. URL consultato il 20 maggio 2022.
19. ↑  (EN) NVIDIA GeForce GTX 1650 (GDDR6) Mobile Specs, su TechPowerUp. URL consultato il 20 maggio 2022.
20. ↑   NVIDIA GeForce GTX 1650 GDDR6 Mobile Graphics, su VideoCardz. URL consultato il 20 maggio 2022.
21. ↑  (EN) NVIDIA GeForce GTX 1650 Ti Max-Q Specs, su TechPowerUp. URL consultato il 20 maggio 2022.
22. ↑   NVIDIA GeForce GTX 1650 Ti Max-Q Mobile Graphics, su VideoCardz. URL consultato il 20 maggio 2022.
23. ↑  (EN) NVIDIA GeForce GTX 1650 Ti Mobile Specs, su TechPowerUp. URL consultato il 20 maggio 2022.
24. ↑   NVIDIA GeForce GTX 1650 Ti Mobile Graphics, su VideoCardz. URL consultato il 20 maggio 2022.
25. ↑  (EN) NVIDIA GeForce GTX 1660 Ti Max-Q Specs, su TechPowerUp. URL consultato il 2 marzo 2020.
26. ↑   NVIDIA GeForce GTX 1660 TI Max-Q Mobile Graphics, su VideoCardz. URL consultato il 20 maggio 2022.
27. ↑  (EN) NVIDIA GeForce GTX 1660 Ti Mobile Specs, su TechPowerUp. URL consultato il 2 marzo 2020.
28. ↑   NVIDIA GeForce GTX 1660 TI Mobile Graphics, su VideoCardz. URL consultato il 20 maggio 2022.